# 花田光
花田 光（はなだ ひかる、1958年9月12日 - ）は、日本の声優、俳優、ナレーター。岐阜県中津川市出身。大沢事務所所属。

## 略歴
岐阜県立中津高等学校卒業。文学座付属演劇研究所出身。以前は賢プロダクションに所属していた。
2013年12月頃より、朗読ライブ「ビリケン夜話」を不定期に開催している。朗読には、ヨーゼフ・ロートや重松清の短編が主に用いられる。また、「サロン・ド・ビリケン」と称するイベントが併せて開催されることもある。こちらは花田本人がホストを務め、後述の「現代の民話」を参加者が語るものである。

## 人物
声種はバリトン。渋めの低音を持つ。方言は岐阜弁、江戸弁。
いわゆるややオカルトめいた日常の中のエピソードを「現代の民話（ちょっといい怪談）」と称し、広く収集することをライフワークとしている。その一部については、本人による朗読がYoutubeで公開されている。
特技は執筆。
免許は第一種普通免許。
かつてキジトラ模様の猫の兄弟を飼っていた。名前は「あんこ」と「マネキ」。2016年9月1日に「あんこ」が17才で他界すると、翌月1日に「マネキ」も後を追うように他界。その後2018年春より、猫の兄弟の「ヱビス」（茶トラ白）と「こづち」（白茶トラ）を飼っている。
既婚者。娘が1人いる。

## 出演
太字はメインキャラクター。

### テレビアニメ
1996年
- エルフを狩るモノたち（カレイ海賊、オーガ、兵士、町の男）
- 逮捕しちゃうぞ（処理班員B、テープの声）

1997年
- エルフを狩るモノたちII（天文学協会員）

1998年
- カードキャプターさくら
- 星方武侠アウトロースター（宇宙港管理人、ヤクタ、解説員、囚人）
- セクシーコマンドー外伝 すごいよ!!マサルさん（うまい棒、野球部員A、鬼風陣豪）

1999年
- KAIKANフレーズ（ライブハウスのオーナー、専務、重役）
- ドラえもん（テレビ朝日版第1期）（1999年 - 2004年、水牛、キャスター）
- 忍たま乱太郎（1999年 - 2018年、忍者A、一郎兵衛、サンコタケ、殿様）
- 風雲!戦国を駆ける武将 〜アニメ静岡県史〜（伊勢新九郎）
- BLUE GENDER（ハン）
- 名探偵コナン（1999年 - 2015年、中川実、西村京兵、相良新介、葛城健輔、海老原日出夫、武井刑事、多摩川刑事、仁部浩大）

2000年
- クレヨンしんちゃん（ヒデキ）
- ゾイド -ZOIDS-（軍曹）
- BRIGADOON まりんとメラン（警察官、隊員B）

2001年
- あぃまぃみぃ!ストロベリー・エッグ（聖子の父）

2002年
- 犬夜叉（村人、妖怪）
- 神世紀伝マーズ（2002年 - 2003年、横山教授）

2003年
- SUBMARINE SUPER 99（波野静夫、X-0司令官）

2004年
- 機動戦士ガンダムSEED DESTINY（馬場一尉）
- 爆裂天使（浮浪者4）
- MONSTER（山本）

2005年
- IZUMO -猛き剣の閃記-（オオナムジ）
- 陰陽大戦記（男）
- こてんこてんこ（2005年 - 2006年、大魔王、ゴーレム、岩男、亀）
- はっぴぃセブン 〜ざ・テレビまんが〜（迫守定兼）
- BLOOD+

2006年
- Ergo Proxy（ラウル・クリード）
- CLUSTER EDGE（将校）

2007年
- GR-GIANT ROBO-（ナレーター）
- 神曲奏界ポリフォニカ（ユギリ・パルテシオ）

2008年
- ゴルゴ13（殺し屋）
- 純情ロマンチカ（2008年 - 2015年、宇佐見秋彦） - 3シリーズ
- BLEACH（九頭竜四郎）
- モノクローム・ファクター（内藤）

2009年
- グイン・サーガ（カノース）
- 神曲奏界ポリフォニカ クリムゾンS（ユギリ・パルテシオ）
- Phantom 〜Requiem for the Phantom〜（室戸）
- RIDEBACK -ライドバック-（男性キャスター）

2011年
- 世界一初恋2（宇佐見秋彦〈高校生〉）
- ドラえもん（テレビ朝日版第2期）（ソムリエ）
- ブレイド（若貴族）

2014年
- イナズマイレブンGO ギャラクシー（アクロウス）
- ONE PIECE（メイナード）

2017年
- 大正メビウスライン ちっちゃいさん（ミサキ）

2018年
- ソードアート・オンライン アリシゼーション（2018年 - 2019年、デュソルバート・シンセシス・セブン） - 2シリーズ

2019年
- パズドラ（2019年 - 2023年、志井笑也）
- ファンタシースターオンライン2 エピソード・オラクル（オリベ隊長）

2024年
- ニンジャラ（ベン）

### 劇場アニメ
- め組の大吾 火事場のバカヤロー（1999年、白石隊長）
- 009 RE:CYBORG（2012年）
- ONE PIECE FILM Z（2012年）
- ハーモニー（2015年）[18]
- ONE PIECE STAMPEDE（2019年、メイナード[19]）
- 名探偵コナン 100万ドルの五稜星（2024年、西村京兵）
- 劇場版プロジェクトセカイ 壊れたセカイと歌えないミク（2025年、鳳慶介）

### OVA
1990年代
- 銀河英雄伝説（1994年、ミュンヒンガー）
- 秘境探検ファム&イーリー（1995年、ウッディス）
- それゆけ!宇宙戦艦ヤマモト・ヨーコII（1997年、客A）
- 真奈美&ナミ スプライト（1997年、吉良）
- タイムレンジャー セザールボーイの冒険 ローマ帝国編（1999年、セザール皇帝）

2000年代
- 怪童丸（2001年、碓井貞光）
- ARMITAGE DUAL-MATRIX（2001年、ロス・シリバス）
- _summer（2006年、落ち武者マスター）
- CLUSTER EDGE Secret Episode（2006年、兵士）
- 水木しげるの妖怪ワールド 恐山物語 (2006年、幽霊狸）

2010年代
- 純情ロマンチカ（2012年、宇佐見秋彦）※コミックス第16巻プレミアムアニメDVD付き限定版

### ゲーム
1997年
- エルフを狩るモノたち -完全版-（カレイ海賊、アンコウ、ミノカサゴ、マス、オーガA、兵士A、巨大スケルトン、隊長）
- ムーンライトシンドローム（アラマタ）

1998年
- GUILTY GEARシリーズ（ソル・バッドガイ〈ストーリーモード〉）

1999年
- Cybernetic EMPIRE（ロウ・ウッドフィールド）
- サムライスピリッツ新章 〜剣客異聞録 甦りし蒼紅の刃〜（花房迅衛門）

2001年
- 餓狼 MARK OF THE WOLVES（マルコ・ロドリゲス、グリフォンマスク）
- シェンムーII（莎花の父）

2002年
- O・TO・GI 〜御伽〜（源頼光 / ライコウ）
- 斬打 幕末新撰組（土方歳三、平山五郎）
- JEWEL GARDEN（雪村北斗）
- どこまでも青く…（穂村辻夫）

2003年
- O・TO・GI 〜百鬼討伐絵巻〜（源頼光 / ライコウ）
- ザ・キング・オブ・ファイターズ（2003年 - 2021年、グリフォンマスク / キング・オブ・ダイナソー） - 4作品
- 麻雀飛竜伝説 天牌（三國健次郎）

2004年
- ヴァンパイアパニック（アベイ）
- 幻想水滸伝IV（グレン・コット）

2005年
- 紅忍 血河の舞（兵士）

2006年
- BLOOD+ ONE NIGHT KISS（秦一郎、中井隆博）

2008年
- 純情ロマンチカ 〜恋のドキドキ大作戦〜（宇佐見秋彦）

2009年
- スターオーシャン4 -THE LAST HOPE-（クラウス・バークタイン、トリラス・バークタイン）

2013年
- スーパーロボット大戦OGサーガ 魔装機神III PRIDE OF JUSTICE（ドレル・ボードル）

2014年
- 大正メビウスラインPORTABLE（ミサキ）

2020年
- ソードアート・オンライン アリシゼーション リコリス（デュソルバート・シンセシス・セブン）

2021年
- プロジェクトセカイ カラフルステージ! feat. 初音ミク（鳳慶介）
- ポケモンマスターズEX（ゲーチス）

2025年
- 餓狼伝説 City of the Wolves（グリフォンマスク）

### ドラマCD
- EREMENTAR GERAD 第3巻（クリマ・ズール）
- クラスターエッジ －未来へ－（ファレル先生）
- 星の王子さま（王様、ビジネスマン）
- モスラ'61（第二玄洋丸船長）
- GUILTY GEARシリーズ（ソル・バッドガイ）

### BLCD
1996年
- 長恨歌（ちょうごんか）〜蛇性の婬〜（猪股小平治・木村屋藤十郎）

2001年
- ミス・キャスト シリーズ（真木村慎一）

2002年
- JEWEL GARDEN（雪村北斗）

2003年
- 王子さまLV1 BLUE DISC（桜涯）
- お嫁においでよ！（間淵太郎）
- 金のひまわり（朝比奈仁）
- The Wind from Rixcall（林東流）
- 不肖の僕ら（登城誉）

2004年
- 純情ロマンチカ シリーズ（宇佐見秋彦）
- 純愛ロマンチカ（藤堂秋彦）
- 月夜に恋する盗賊さん（ライシール）

2005年
- エス シリーズ（高崎係長）
- 兄弟限定! BROTHER×BROTHER（葛木）
- 純情ミニマム（宇佐見秋彦）

2006年
- 願い叶えたまえI・II・III（有島）

2007年
- 恋愛至難!（本城隆之）

2009年
- 非保護者（新見）
- ヤブノナカ（父親）

2011年
- 純情ミステイク（宇佐見秋彦）

2019年
- 桜田先輩改造計画（藤咲忍）

### 吹き替え

#### 映画
- アウトロー（エマーソン〈デヴィッド・オイェロウォ〉）
- アフリクション 白い刻印（ロルフ）
- アンダーカバー（キット・エイドリアン〈エリック・ロバーツ〉）
- イルマーレ
- エアポート'05（ジョン・マスターズ〈アントニオ・サバト・ジュニア〉）
- es（看守エッカート〈ティモ・ディールケス〉）※DVD版
- オースティン・パワーズ：デラックス（若き日のナンバー・ツー〈ロブ・ロウ〉、テレビレポーター）
- 恋におぼれて
- コラテラル・ダメージ（ロマン）※DVD・ビデオ版
- ザ・スイッチ（ベルナルディ先生〈アラン・ラック〉[27]）
- SWEET SIXTEEN（ジャック）
- スリー・キングス ※フジテレビ版
- チャイルド・コレクター（ジョニー）
- ディアブロ 悪魔生誕（マーク・セントクレア）
- デス・サファリ サバンナの悪夢（トム）
- ノー・マンズ・ランド（ツェラ）
- ハード・ラック（デイビス）
- ハムナプトラ2/黄金のピラミッド（ジャック〈ジョー・ディクソン〉）※ソフト版
- ファイヤーウォール（リアム〈ニコライ・コスター＝ワルドー〉）※ソフト版
- ブラッド・ワーク ※DVD版
- フリーマネー（ラリー・ランドスロム〈トーマス・ヘイデン・チャーチ〉）
- ペンタゴン・ペーパーズ/最高機密文書（ロバート・マクナマラ〈ブルース・グリーンウッド〉）
- U-571（エディー・カーソン）※ソフト版
- 48時間PART2/帰って来たふたり ※日本テレビ版
- レジェンド・オブ・アロー ※NHK版
- ロスト・ソウルズ（ピーター・ケルソン〈ベン・チャップリン〉）
- ワンス・アポン・ア・タイム・イン・チャイナ/少林故事（クウウン大師）

#### テレビドラマ
- アリー my Love
- ARROW/アロー（マルコム・マーリン / ダーク・アーチャー〈ジョン・バロウマン〉）
- FBI犯罪捜査班 C-16（ジョン・オランスキー〈エリック・ロバーツ〉）
- クリミナル・マインド4 FBI行動分析課（ヴァイパー）
- CSI:科学捜査班
  - シーズン2 #6
  - シーズン3 #8
  - シーズン5 #5
- ジョン・ウーの狼たちの絆（ビクター・マンスフィールド〈ニコラス・リー〉）
- スターゲイト SG-1（トール〈マイケル・シャンクス〉）
- パワーレンジャーシリーズ
  - パワーレンジャー・ロスト・ギャラクシー（ギャラクシーブックの守護戦士）
  - パワーレンジャー・ライトスピード・レスキュー（ヴァイラヴァイル）
- フラッシュフォワード
- ミッシング -サイキック捜査官- #15（サム・ハズレット〈リチャード・ラウンドトゥリー〉）
- ミュータントX（メイソン・エックハート〈トム・マッカムス〉）
- レスキュー・ミー NYの英雄たち（ジミー・キーフ〈ジェームズ・マキャフリー〉）

#### アニメ
- ウィリアム・テル（ウィリアム・テル）
- ザ・バットマン（クラーク・ケント / スーパーマン）
- ジャスティス・リーグ（クラーク・ケント / スーパーマン）
- スーパーマン（クラーク・ケント / スーパーマン）
- マーベル スパイダーマン（ノーマン・オズボーン）
- モンキーマジック（釈迦）
- ヤング・ジャスティス（スーパーマン）
- LEGO® バットマン:ザ・ムービー 〈ヒーロー大集合〉（クラーク・ケント / スーパーマン）
- LEGO® スーパー・ヒーローズ:ジャスティス・リーグ 〈クローンとの戦い〉（スーパーマン）
- LEGO® スーパー・ヒーローズ:ジャスティス・リーグ 〈悪の軍団誕生〉（スーパーマン）
- LEGO® スーパー・ヒーローズ:ジャスティス・リーグ 〈ゴッサム大脱出〉（スーパーマン）

### CM
- アイリスオーヤマ（「高圧洗浄機」）2009年
- adidas
- 映画「地球が静止する日」DVD 2009年
- NTT-ME
- NTT東日本（「今を未来にする光〜達成」篇）2009年
- NTT・DaTa（ニュートン篇、モーツァルト篇）
- 花王（アジエンス「プリズム・ヘア」篇）2007年
- 花王（リーゼ　デザイニングジュレ）2010年
- キリンビバレッジ
- サークルKサンクスゼロバンク　2008年
- SUNSTAR（ガム デンタルリンス ナイトケア）2009年
- 宝酒造（「天の日は『男の料理』カニづくし」篇、「天の日は『男の料理』鰹」篇）2009年
- ジョンソン・エンド・ジョンソン（バンドエイド キズパワーパッド）
- ジョンソン株式会社（カビキラー）2010年
- 資生堂（マキアージュ）2006年
- ソニー（ヘッドホン 騒音スポットコンサートホール 篇）2009年
- ソフトバンク（930SH「ハードル」篇）2008年
- デアゴスティーニ（安土城をつくる）2008年 (戦国武将データーファイル）2010年
- ニチイ学館　2008年
- 日本テクノ株式会社（「何が消えた？」キャンペーン）2009年
- ネスカフェ ゴールドブレンド 2003年 - 2009年
- Panasonic（オキシライド「オーケストラ」篇、Strada）
- 富士重工業
- 富士通ゼネラルエアコン「nocria」シリーズ「3人の松下奈緒」篇 2011年
- ブリヂストン「エコピア」2011年
- ブリヂストン「ブリザック REVO GZ」（店舗販促用プロモーション）
- プロ野球スピリッツ2010 2010年
- フューチャーアーキテクト（JNNフラッシュニュース提供）2009年
- 本田技研工業株式会社
  - （インスパイア「可変シリンダーシステム編」・「プリクラッシュセイフティ編」）2003年
  - （エリシオン「楽園編」・「クルーザー編」・「花の、海。編」・「眠れる森編」・「SIGNATURE編」・「who is the driber?編」2004年 - 2005年）
- 三菱自動車工業
- UBS証券
- ライオン
- ロレアルパリ（「リバイタリフト」）2009年

### ナレーション
- 趣味悠々 「言葉を紡ぐ旅 秋元康 にっぽん作詞紀行」（2009年2月2日 - 2009年3月23日）
- 「ザ・ニュースペーパー ワールド・ワイド・ワイド・ニュース」DVD
- チキンラーメン「しろたま警察24時 篇」（2017年、日清食品グループ公式チャンネル）

### ラジオ
- 純情トライアングル〜いざ、純情に勝負!!〜

### テレビドラマ
- 母の証言（1985年）
- はね駒（1986年）

### 映画
- 生きてみたいもう一度 新宿バス放火事件（1985年）

### その他コンテンツ
- 黒神 The Animation ブルーレイ 1、2巻 特典映像 サウンドコミック 「黒神-外伝-」（ギンジ）

## ディスコグラフィ

### キャラクターソング
| 発売日        | 商品名                                                       | 歌                                                                           | 楽曲                | 備考                                                            |
| ------------- | ------------------------------------------------------------ | ---------------------------------------------------------------------------- | ------------------- | --------------------------------------------------------------- |
| 2019年5月29日 | ソードアート・オンライン アリシゼーション BD・DVD第5巻特典CD | ファナティオ（生天目仁美）、デュソルバート（花田光）、エルドリエ（益山武明） | 「Facing the jail」 | テレビアニメ『ソードアート・オンライン アリシゼーション』関連曲 |